# Turrillas
Turrillas es una localidad y municipio español situado en la parte suroriental de la comarca de Los Filabres-Tabernas, en la provincia de Almería, comunidad autónoma de Andalucía. Limita con los municipios de Tabernas, Lucainena de las Torres, Níjar y Almería. Cuenta con una población de 268 habitantes (INE 2024).
El municipio turrillero comprende los núcleos de población de Turrillas —capital municipal—, Los Encalmados, Los Pichiriches, La Vega y Los Retacos.

## Toponimia
El actual nombre de Turrillas parece derivar de una antigua fortaleza de origen árabe, hoy desaparecida, denominada Turralba.

## Historia
Históricamente, Turrillas fue parte de la Taha de Níjar. El pueblo de Turrillas pasó a manos cristianas en el año 1488. Se especula que la expulsión de los moriscos debió dejar al asentamiento desierto, al no constar en el censo ningún cristiano viejo registrado. Tras esto, el lugar fue repoblado con gentes llegadas desde Murcia.
La época de mayor esplendor se dio a finales del siglo XIX y principios del siglo XX, cuando se vivió un auge en la minería del hierro en la falda norte de Sierra Alhamilla, llegando a ser hogar de hasta 1400 habitantes. Símbolo de ello fue la construcción del ferrocarril de Sierra Alhamilla, para dar salida al mineral extraído en la zona. Estos años de bonanza terminaron con la Primera Guerra Mundial.

## Geografía humana

### Organización territorial
Además de la cabecera municipal, Turrillas cuenta también con varias entidades de población según el nomenclátor publicado por el Instituto Nacional de Estadística: Los Encalmados, Los Pichiriches, Los Retacos y La Vega.

### Demografía
Turrillas cuenta con una población de 268 habitantes (INE 2024).
| Gráfica de evolución demográfica de Turrillas entre 1842 y 2021 |
| |
| Población de derecho según los censos de población del INE. Población de hecho según los censos de población del INE.Entre el censo de 1897 y el anterior, aparece este municipio porque se segrega del municipio Níjar. Entre el censo de 1877 y el anterior, este municipio desaparece porque se integra en el municipio Níjar. |

### Economía

#### Sectores
Sector secundario
De reciente creación, se puede encontrar en las cotas más elevadas del término municipal el parque eólico La Noguera.

#### Evolución de la deuda viva
| Gráfica de evolución de Deuda viva del Ayuntamiento de Turrillas entre 2008 y 2019                                |
| |
| Deuda viva del Ayuntamiento de Turrillas en miles de Euros según datos del Ministerio de Hacienda y Ad. Públicas. |

## Símbolos
Turrillas consiguió una autorización por parte de la Junta de Andalucía para adoptar sus símbolos en mayo de 2004, pero no ejerció ese derecho hasta principios de 2007. El municipio cuenta con un escudo y bandera adoptados de manera oficial.

### Escudo
Su descripción heráldica es la siguiente:

Escudo: de oro, un monte de sinople, cargado de un mazo y un martillo puestos en aspa y sumado de tres encinas arrancadas y 
frutadas de sinople mal ordenadas, al timbre corona real cerrada.

### Bandera
La enseña del municipio tiene la siguiente descripción:

Paño rectangular, de proporción 2/3. Tercio al asta amarillo con una encina verde. El batiente de color verde con un aspa blanca.

## Política
| Partido político     | 2023  | 2023       | 2019  | 2019       | 2015  | 2015       | 2011  | 2011       | 2007  | 2007       | 2003  | 2003       |
| Partido político     | %     | Concejales | %     | Concejales | %     | Concejales | %     | Concejales | %     | Concejales | %     | Concejales |
| Partido Popular (PP) | 60,6  | 4          | 55,69 | 4          | 79,75 | 5          | 79,88 | 5          | 88,83 | 5          | 78,16 | 5          |
| Vox                  | 0,5   | 0          | 40,12 | 1          | -     | -          | -     | -          | -     | -          | -     | -          |
| Almería Avanza       | 38,88 | 3          | -     | -          | -     | -          | -     | -          | -     | -          | -     |            |

| Partido político                                | 1999  | 1999       | 1995  | 1995       | 1991  | 1991       | 1987  | 1987       | 1983  | 1983       | 1979  | 1979       |
| Partido político                                | %     | Concejales | %     | Concejales | %     | Concejales | %     | Concejales | %     | Concejales | %     | Concejales |
| Partido Socialista Obrero Español (PSOE)        | 31,03 | 0          | 22,75 | 2          | 12,50 | 0          | 17,74 | 1          | 16,33 | 1          | -     | -          |
| Partido Popular (PP)                            | 68,39 | 5          | 9,58  | 0          | 87,50 | 7          | -     | -          | 83,67 | 6          | -     | -          |
| Plataforma de los Independientes de España      | -     | -          | 67,66 | 5          | -     | -          | -     | -          | -     | -          | -     | -          |
| Agrupación Independiente Democrática Almeriense | -     | -          | -     | -          | -     | -          | 82,26 | 6          | -     | -          | -     | -          |
| Coalición Democrática                           | -     | -          | -     | -          | -     | -          | -     | -          | -     | -          | 75,70 | 6          |
| UCD                                             | -     | -          | -     | -          | -     | -          | -     | -          | -     | -          | 24,30 | 1          |

| Legislatura        | Nombre                                                 | Partido Político                                |
| ------------------ | ------------------------------------------------------ | ----------------------------------------------- |
| 1979-1983          | Juan Antonio Verdejo Padilla                           | Coalición Democrática                           |
| 1983-1987          | Juan Antonio Verdejo Padilla                           | Alianza Popular                                 |
| 1987-1991          | Juan Antonio Verdejo Padilla                           | Agrupación Independiente Democrática Almeriense |
| 1991-1995          | Juan Antonio Verdejo Padilla                           | PP                                              |
| 1995-1999          | Juan Antonio Verdejo Padilla                           | Partido de los Independientes de España         |
| 1999-2003          | Juan Antonio Verdejo Padilla                           | PP                                              |
| 2003-2007          | Juan Antonio Verdejo Padilla                           | PP                                              |
| 2007-2011          | Juan Antonio Verdejo Padilla                           | PP                                              |
| 2011-2015          | Juan Antonio Segura Felices                            | PP                                              |
| 2015-2019          | Juan Antonio Segura Felices                            | PP                                              |
| 2019-2023          | Juan Antonio Segura Felices                            | PP                                              |
| 2023-2024 2024-act | Juan Antonio Segura Felices Antonio Jesús Segura Úbeda | PP                                              |

## Servicios públicos

### Educación
Turrillas cuenta con un colegio público rural conocido como CPR Alhfil, el cual, además, atiende a alumnado de los municipios de Senés y Lucainena de las Torres.
Para evitar el cierre del colegio debido a la progresiva despoblación de Turrillas, se puso en marcha una iniciativa que consistió en una aportación económica para las familias interesadas en matricular a sus hijos en el centro.